# 404
سنة 404 م (بالأرقام الرومانية: CDIV) كانت سنة كبيسة تبدأ يوم الجمعة (الرابط يظهر نموذج الجدول الزمني الكامل للسنة) من التقويم اليولياني. بدأت تسمية السنة ب404 منذ العصور الوسطى المبكرة، عندما أصبح تقويم أنو دوميني هو الأسلوب السائد في أوروبا لتسمية السنوات.

## أحداث
- 1 يناير - آخر منافسة مصارعة تقام في روما.

## وفيات
- كلاوديانو بيزيرا دا سيلفا